# نيلسون كوان
نيلسون كوان (بالإنجليزية: Nelson Cowan)‏ هو عالم نفس أمريكي، ولد في 7 مارس 1951 في واشنطن العاصمة في الولايات المتحدة.